# مدونای باغ گل سرخ
مدونای باغ گل سرخ (به ایتالیایی: Madonna del Roseto) یک نقاشی گوتیک بین‌المللی منسوب به میشلینو دا بسوزو یا استفانو دا ورونا است که در حدود ۱۴۲۰–۱۴۳۵ نقاشی شده، این نقاشی در حال حاضر مستقر در موزه کاستلوچیو در ورونا، شمال ایتالیا است.

## توضیحات
این نقاشی چسب‌رنگ، ادامه دهندهٔ سنت موضوع مدونا با کودک درون محوطه محصور گلهای سرخ است، یا هرتوس کنکولوس hortus conclusus و نمادی از بکارت اوست، که در کنار کاترین اسکندریه قرار دارد. کاترین به عنوان یک شاهزاده خانم، دارای یک تاج و یک چرخ شکنجه است که با آن کشته شده‌است. چند فرشتهٔ نحیف نیز در نقاشی حضور دارند. آنها در حال انجام یک سری از فعالیت‌ها هستند: خواندن (اشاره به متون دینی) جمع‌آوری گلبرگ گل‌ها، بازی در نزدیکی یک حوضچه تعمید گوتیک (نمادی از مریم به عنوان Fons gratiae "چشمهٔ فضل").
دو طاووس در حال چرخیدن در باغ: آنها نمادی از جاودانگی مسیح هستند، از اوایل مسیحیت، طاووس نماد جاودانگی بود زیرا تصور می‌شد گوشتش در برابر پوسیدگی مصون است.
این اثر به هر دو هنرمند، استفانو دا ورونا یا میشلینو دا بسوزو نسبت داده شده اما کارشناسان به سمت دومی تمایل بیشتری دارند.